# Alexandre-Maurice Delisle
Pour les articles homonymes, voir Delisle.
Alexandre-Maurice Delisle (1810 - 1880) était un homme d'affaires et député québécois.

## Biographie
Alexandre-Maurice Delisle est né à Montréal (Bas-Canada) en 1810, de Jean-Baptiste DeLisle, greffier de la Maison de la Trinité de Montréal, et de Mary Robinson. Il est le petit-fils de Jean-Guillaume de Lisle et le gendre d'Austin Cuvillier.
Il étudie au petit séminaire de Montréal et a été admis au barreau en 1832. En 1833, il a été nommé greffier de la paix et greffier de la couronne à Montréal. Delisle a été élu à l'Assemblée législative de la province du Canada pour le comté de Montréal en 1841. Il a démissionné en 1843 pour accepter le poste de greffier de la couronne. 
Il a spéculé sur les terres et a également servi en tant que directeur et plus tard, président de la Montreal City and District Savings Bank. Il a aidé à promouvoir le Montreal and Bytown Railway, dont il a été président. Delisle a également servi en tant que directeur et plus tard président de la Champlain and St. Lawrence Railway, il a également été administrateur du Gulf of St. Lawrence Steamship Company. Il a été nommé shérif en 1862.
Il est décédé à Montréal en 1880 et fut enterré dans le cimetière Notre-Dame-des-Neiges.